# Piensa globalmente, actúa localmente
La expresión piensa globalmente, actúa localmente (think global, act local) ha sido utilizada en contextos muy variados, desde la política a la planificación urbanista, el medio ambiente o los negocios

## Definición
La expresión urge a la población a tener en cuenta la salud del planeta en su conjunto y a realizar acciones pequeñas en sus propias comunidades. Mucho antes de que las leyes ambientales comenzaran a aparecer, existían muchos individuos unidos para proteger los hábitats y los organismos que dependen de ellos. Estos esfuerzos se conocen como esfuerzos de base o de raíz y ocurren a nivel local y de forma voluntaria, por lo que nos ayuda mucho a todos a que tengamos un mejor planeta que cada uno.

## Origen en urbanismo
La frase original en inglés, Think Global, Act Local ha sido atribuida al activista Patrick Geddes a principios de siglo XX.
Aunque la frase exacta no aparece en su libro Cities in Evolution (1915), la idea, aplicada a la planificación urbanística, es evidente en este escrito

"Local character is thus no mere accidental old-world quaintness, as its mimics think and say. It is attained only in course of adequate grasp and treatment of the whole environment, and in active sympathy with the essential and characteristic life of the place concerned.

## Medio ambiente
El primer uso de la frase en un contexto medioambiental se encuentra en entredicho. Se dice que fue acuñado por David Brower, fundador de Amigos de la Tierra, como el eslogan para la asociación cuando se fundó en 1969, aunque, según otros, fuera originariamente Rene Dubos en 1977. El futurista canadiense Frank Feather expuso una conferencia homónima en 1979 y se proclama padre de la expresión. Otras opiniones apuntan a Jacques Ellul, Buckminster Fuller, Hazel Henderson, o Saul Alinsky.

## Negocios
El término se utiliza en estrategia empresarial, cuando las corporaciones multinacionales deben crear raíces locales y asentarse en pequeñas comunidades para que su conjunto funcione.
En algunos casos la expresión se reduce uniendo las palabras global y local hasta crear glocal, término utilizado por algunas empresas (principalmente Sony Corporation, en sus estrategias de marca durante los años 1980 y 1990).